# Bukan Cunninghama
Bukan Cunninghama (Nothofagus cunninghamii (Hook.) Oerst.) – gatunek rośliny z rodziny bukanowatych (Nothofagaceae). Występuje naturalnie w Australii – w stanach Tasmania oraz Wiktoria. Ponadto bywa uprawiany. 

## Morfologia
PokrójZimozielone drzewo dorastające do 35–40 m wysokości. Kora łuszczy się pionowymi pasmami.
LiścieBlaszka liściowa jest skórzasta i ma kształt od trójkątnego do romboidalnego. Mierzy 1–1,5 cm długości oraz 1 cm szerokości, jest karbowana w górnej części blaszki, z drobnymi włoskami na brzegach, ma nasadę od klinowej do uciętej i ostry wierzchołek. Ogonek liściowy jest nagi i ma 1 mm długości.

## Biologia i ekologia
Rośnie w lasach zrzucających liście. Występuje na wysokości do 1500 m n.p.m.

## Zastosowanie
Drewno tego gatunku jest wykorzystywane do produkcji mebli i posadzek.